# 鵝肉

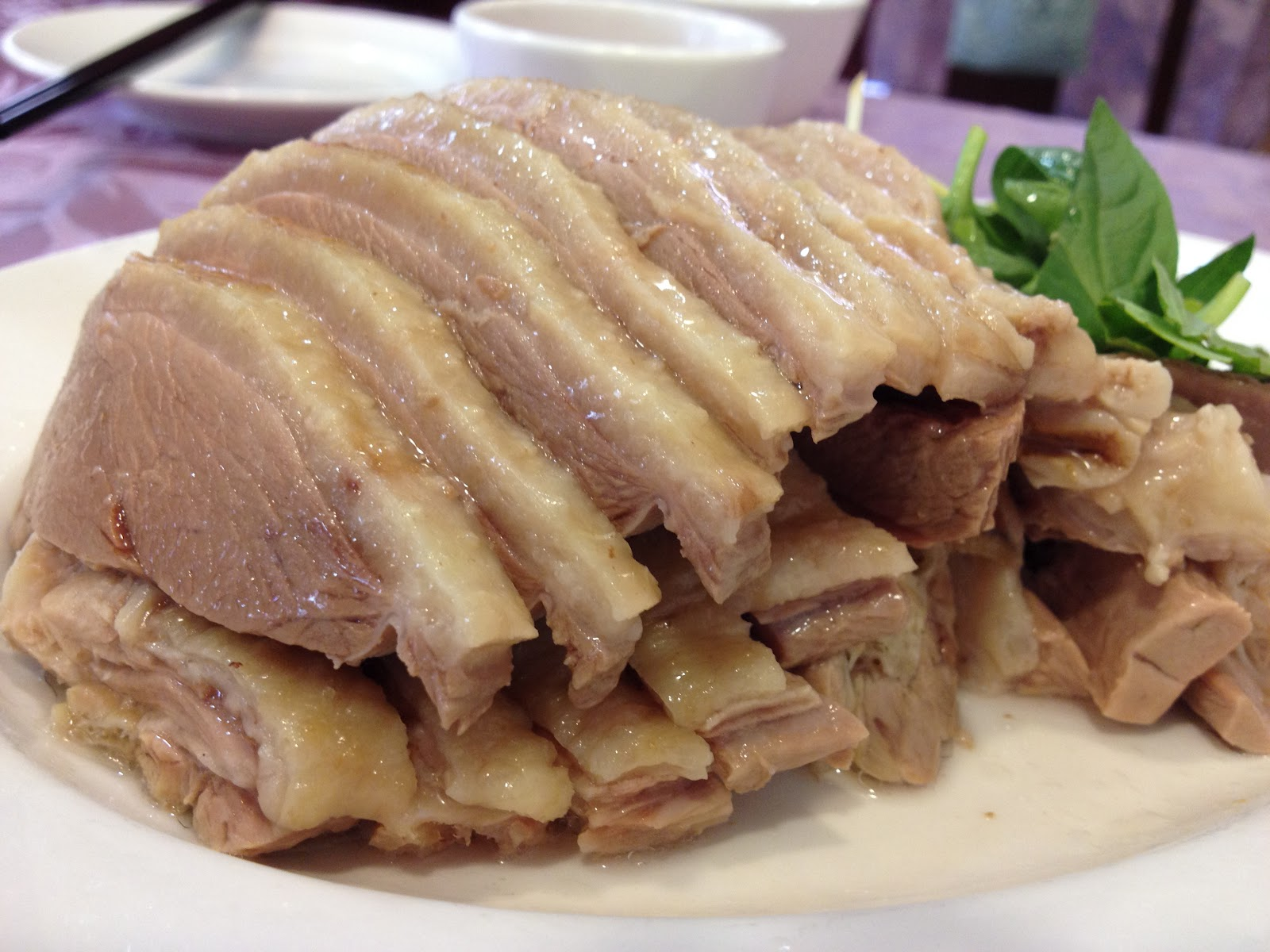
一盤的鵝肉

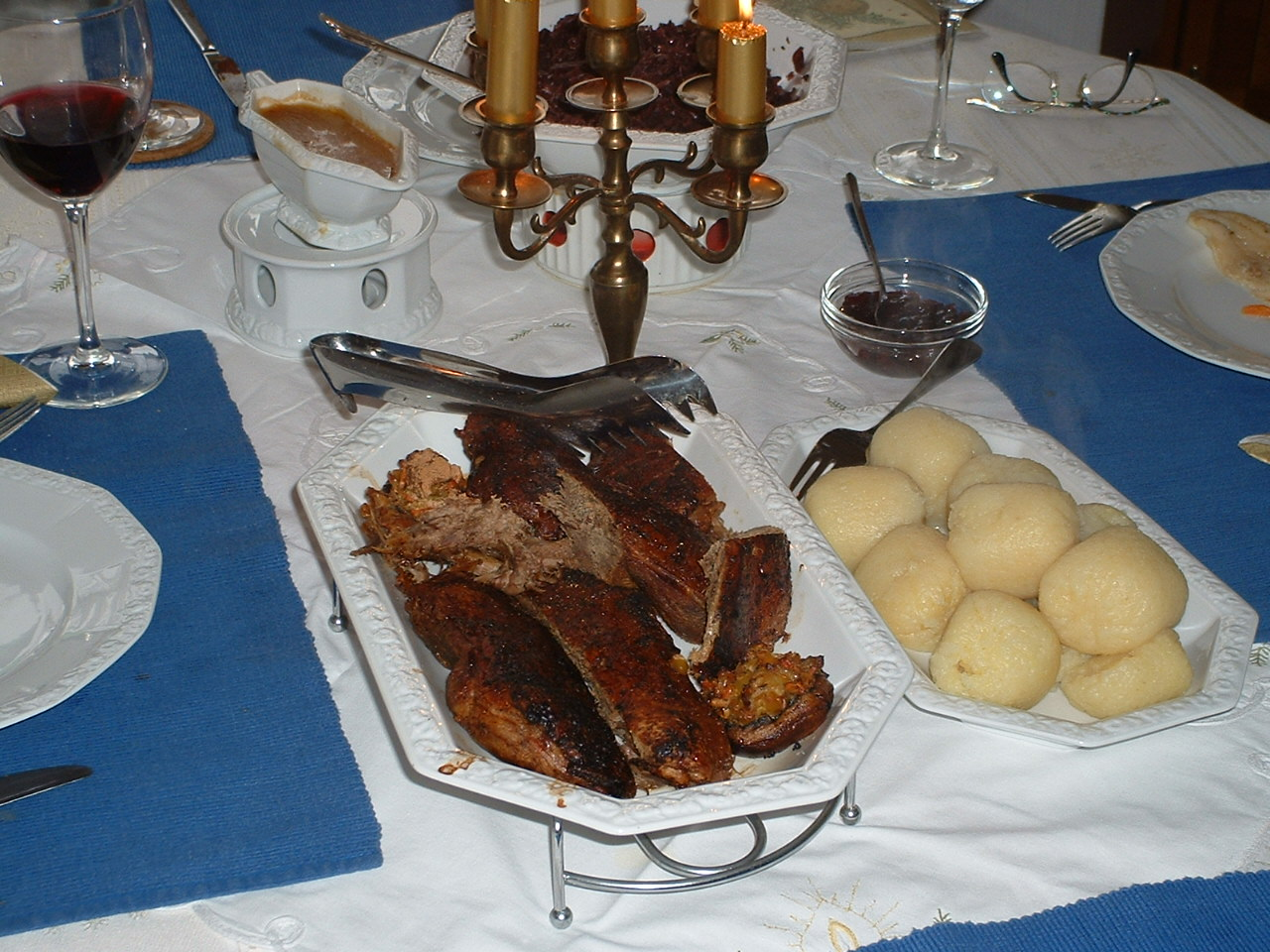
一盤烤鵝

鵝肉，是從鵝身上取得的肉。鵝肉是一種蛋白質含量較高的食物，同時脂肪、膽固醇的含量較低，因此對於不少人來說鵝肉是一種較為理想的肉類，与雞肉类似。鵝肉的不飽和脂肪酸的含量也較高，特別是亞麻酸的含量更是超過了其他的肉類，因此常吃鵝肉對於人體的健康有好處。鵝肉脂肪的熔點也較低，口感綿密細緻，是一種比較容易消化的肉類。鵝肉含有多種人體所必須的胺基酸、蛋白質、多種維生素、煙酸、糖、微量元素。鵝肉的賴氨酸含量比肉仔雞高。

## 常見鵝肉種類
- 中國鵝
- 白羅曼鵝
- 愛姆登鵝
- 土魯斯鵝
- 獅頭鵝

## 料理
- 燒鵝
- 白斬鵝肉
- 涼拌鵝肉
- 滷鵝掌
- 西芹鵝肉片
- 苦瓜鳳梨鵝
- 潮式滷鵝掌
- 蔥油鵝腸
- 客家滷鵝
- 順德紅燜鵝